# لاک‌بورن (اوهایو)
لاک‌بورن (به انگلیسی: Lockbourne) یک روستا در ایالات متحده آمریکا است که در شهرستان فرانکلین، اوهایو واقع شده‌است. لاک‌بورن ۲٫۰۷ کیلومتر مربع مساحت و ۲۳۷ نفر جمعیت دارد و ۲۱۷ متر بالاتر از سطح دریا واقع شده‌است.